# 大脳動脈輪
大脳動脈輪（だいのうどうみゃくりん）は、内頚動脈と椎骨動脈の枝が連絡し形成された、動脈に見られる輪状もしくは六角形状の吻合である。発見者トーマス・ウィリスの名前をとってウィリス動脈輪とも言う。なんらかの原因により狭窄や閉塞を生じるともやもや病を発症することがある。

## 解剖学的特徴と機能
構成する動脈は内頸動脈、前大脳動脈、前交通動脈、後交通動脈、後大脳動脈の5つである。中大脳動脈は前大脳動脈を分枝した後に名前がつくので含まれないことに注意するべきである。内頚動脈の枝は前大脳動脈、左右の前大脳動脈を連絡する前交通動脈、椎骨動脈の枝は後大脳動脈、中大脳動脈と後大脳動脈を連絡する後交通動脈で、視神経交叉、下垂体漏斗部、乳頭体、後有孔質などを取り囲む動脈輪を形成、大脳動脈はすべてこの動脈輪を介して出る。中大脳動脈は含まれない。大脳動脈輪は、脳の様々な場所へ血液を均等に分配するともいうが、正常では血圧が等しいので大脳動脈輪の左側と右側との間で血液の交換はほとんど行われてはいない。
大脳動脈輪と主要な大脳動脈から2種類の枝である中心枝と皮質枝が出る。
中心枝は、大脳動脈輪と主要な大脳動脈の近位部から出て脳の実質内に入り込んで、脳の深部組織に血液を供給、前脈絡叢動脈と後脈絡叢動脈は、それぞれ内頚動脈の枝、後大脳動脈の枝として出るも、共に中心枝に入れられている。脳内に侵入した血管である中心枝は、他の動脈と吻合しないと言われており、終動脈と呼ばれる。人間では終動脈は存在しないが、大きい血管に突然閉塞が起こると、これらの小動脈の吻合だけで必要な血液供給を充分に維持することができない。
皮質枝は、それぞれの主要な大脳動脈から分枝し、軟膜内を通り大脳皮質の広い領域に多数の枝を出しながら、脳表面で自由に吻合し動脈叢を形成する。動脈叢より分枝した小さな動脈は、大脳表面から皮質内にほとんど直角に入り込み、いろいろな深さに達し、動脈輪の各部の発達には個体差が著しく、完全な輪が形成されないこともある。

## 脳虚血時に受ける脳の打撃との関係
既述のように、大脳動脈輪には、その形状に個体差が見られ左右非対称例も多い。例えば、心肺停止状態に陥った際などに発生する、脳の低酸素状態によって脳が受ける打撃の程度は、この大脳動脈輪の状態によっても変化することが知られている。ただし、大脳動脈輪の状態だけで脳の低酸素状態による悪影響が決まるわけではないし、むしろ低酸素状態の程度や持続時間の方がファクターとしては重要である。